# Medaglia della Divisione Blu
La medaglia della Divisione Blu, ufficialmente Erinnerungsmedaille für die Spanischen Freiwilligen im Kampf gegen den Bolschewismus ("Medaglia commemorativa per i volontari spagnoli nella lotta al bolscevismo" in tedesco), è stata una decorazione militare istituita il 3 gennaio 1944 dalla Germania nazista, su ordine di Adolf Hitler, per premiare quegli spagnoli che militarono nelle file della 250. Infanterie-Division tra il 1941 e il 1943 e, più in generale, tutti i volontari iberici che si batterono con la Wehrmacht contro l'Unione Sovietica. La grande unità era nota anche come Divisione Blu, da cui la denominazione ufficiosa di questa medaglia.
La medaglia era in lega di zinco con campitura in bronzo; consisteva in un disco di 32 mm di diametro e spesso 1 mm, ottenuto per pressofusione: la ditta produttrice era la Deschler und Sohn. Alla base del retto era stata impressa una svastica affiancata sui due lati da ciuffi di foglie di alloro di foggia varia; subito sopra si trovavano due scudi sovrapposti a una spada orizzontale: gli scudi, con margine superiore rettilineo ed estremità inferiore appuntito, recavano l'uno l'aquila della Wehrmacht, l'altro il fascio di frecce della Falange spagnola. La faccia era completata da uno Stahlhelm M43 rivolto a sinistra. Il verso presentava in basso una Croce di Ferro il cui nastrino sciolto si intersecava con due sottili ramoscelli fronzuti: esso sottolineava idealmente la dicitura "DIVISION ESPAÑOLA DE VOLUNTARIOS EN RUSIA", che occupava il resto della faccia.
All'apice della medaglia era fuso un piccolo anello per l'aggancio del nastrino, largo 30 mm. Le bande esterne, larghe 4 mm, erano nere; seguivano quelle bianche (2 mm), quelle rosse da 18 mm e infine la singola linea centrale dorata, spessa 3 mm. Solitamente l'onorificenza era consegnata all'interno di un cofanetto rosso, protetta da un coperchio in cartone, oppure in un involucro sul quale era riportato, per intero, il nome della medaglia. In entrambi i casi essa era avvolta in carta velina. Francisco Franco concesse di indossare pubblicamente siffatte medaglie anche nel dopoguerra.